# Graham Bruce
Pour les articles homonymes, voir Bruce.
Graham Preston Bruce  (né le 7 juillet 1952) est un homme politique canadien de la Colombie-Britannique. Il est député provincial créditiste de la circonscription britanno-colombienne de Cowichan-Malahat de 1986 à 1991, ainsi que député libéral de Cowichan-Ladysmith à 2001 à 2005. Il est maire de North Cowichan sur l'île de Vancouver.
Il est ministre dans le gouvernement des premiers ministres Rita Johnston et Gordon Campbell aux postes de ministre des Affaires municipales, de la Récréation et de la Culture d'avril à novembre 1991 et ministre du Développement des compétences et du Travail de juin 2001 à juin 2005.

## Biographie
Né à Duncan en Colombie-Britannique, Bruce entame une carrière publique en siégeant comme conseiller municipal de North Cowichan de 1977 à 1980, année où il devient maire et conserve le poste jusqu'en 1988.

### Créditiste
En octobre 1989, Bruce et trois collègues (David Mercier, Duane Crandall et Doug Mowat) quitte le caucus créditiste pour siéger comme créditistes indépendants. Dans une déclaration, les quatre indiquent ne pas souhaiter la chute du gouvernement, mais plutôt une évaluation critique de la gestion de Bill Vander Zalm. Bruce revient dans le caucus socred en février 1990 et indique que ses craintes avaient été résolues.
Bruce se présente lors de la Course à la direction créditiste de 1993, mais s'incline en deuxième position face à Grace McCarthy.

### Après la politique
En 2009, le commissaire aux conflits d'intérêt, Paul Fraser, indique que Bruce n'aurait pas reçu de bénéfices direct de son ancien poste ministériel malgré le fait qu'il a travaillé comme consultant rémunéré pour la Cowichan Journey of a Generation Society et pour la bande indienne Cowichan Tribes (en) dans les deux années suivant sa défaite électorale. Néanmoins, Bruce est jugé en infraction avec le code de déontologie fédéral pour ne pas s'être enregistré en tant que lobbyiste.